# Światowy ranking snookerowy 1988/1989
Światowy ranking snookerowy 1989/1990 – lista zawiera 32 zawodników najwyżej sklasyfikowanych w sezonie 1989/1990. Pierwsza szesnastka rankingu ma zapewniony udział w 1. rundzie wszystkich turniejów rankingowych. W każdym z turniejów rankingowych z numerem pierwszym będzie rozstawiany obrońca danego tytułu, z numerem drugim Mistrz świata 1989, Anglik Steve Davis, zaś kolejni zawodnicy według kolejności zajmowanej na poniższej liście.
| Poz. | Nazwisko          | Narodowość        |
| ---- | ----------------- | ----------------- |
| 1    | Steve Davis       | Anglia            |
| 2    | Jimmy White       | Anglia            |
| 3    | Neal Foulds       | Anglia            |
| 4    | Stephen Hendry    | Szkocja           |
| 5    | Terry Griffiths   | Walia             |
| 6    | Cliff Thorburn    | Kanada            |
| 7    | John Parrott      | Anglia            |
| 8    | Tony Knowles      | Anglia            |
| 9    | Mike Hallett      | Anglia            |
| 10   | Dennis Taylor     | Irlandia Północna |
| 11   | Joe Johnson       | Anglia            |
| 12   | Silvino Francisco | Południowa Afryka |
| 13   | Willie Thorne     | Anglia            |
| 14   | Peter Francisco   | Południowa Afryka |
| 15   | John Virgo        | Anglia            |
| 16   | Cliff Wilson      | Walia             |
| 17   | Alex Higgins      | Irlandia Północna |
| 18   | Rex Williams      | Anglia            |
| 19   | Eddie Charlton    | Australia         |
| 20   | Tony Drago        | Malta             |
| 21   | Eugene Hughes     | Irlandia          |
| 22   | Dean Reynolds     | Anglia            |
| 23   | Dene O’Kane       | Nowa Zelandia     |
| 24   | Doug Mountjoy     | Walia             |
| 25   | Steve Newbury     | Walia             |
| 26   | Barry West        | Anglia            |
| 27   | John Spencer      | Anglia            |
| 28   | David Taylor      | Anglia            |
| 29   | Bob Chaperon      | Kanada            |
| 30   | Steve Longworth   | Anglia            |
| 31   | Tony Meo          | Anglia            |
| 32   | Steve James       | Anglia            |